# Anton Leo Hickmann
Anton Leo Hickmann (* 23. März 1834 in Theresienstadt; † 18. Juli 1906 in Wien) war ein österreichischer Geograph und Statistiker.

## Leben
Hickmann studierte Geographie und wurde anschließend an der Deutschen Universität Prag für neuere Sprachen und Volkswirtschaft habilitiert. Kurzzeitig war er Sekretär der Handelskammer in Eger und wurde dann Professor am Gymnasium in Reichenberg. Er war Bezirksschulinspektor für den Bezirk Gablonz und später Mitglied des Bezirksschulrats in Wien.
Hickmann verfasste zahlreiche populäre statistische Arbeiten, in denen er statistische Zusammenhänge in der Form von Informationsgrafiken darstellte. Im August 1903 wurde ihm der Titel eines Kaiserlichen Rates verliehen.
Anton Leo Hickmann wurde auf dem Wiener Zentralfriedhof begraben.

## Ehrungen
- Goldenes Verdienstkreuz mit Krone[3]

## Veröffentlichungen
- Industrie-Atlas des Königreiches Böhmen, 2 Bde., Prag 1862–64.
- Das Königreich Böhmen in plastischer Darstellung. Relief-Karte, A. Schöpfer, Reichenberg 1868.
- Reliefkarte der Umgegend von Prag. A. Schöpfer, Reichenberg 1871.
- A.L. Hickmann's Grafische Statistik von Böhmen. 6 Karten, Selbstverlag, Reichenberg 1876,
- A. L. Hickmann's geografisch-statistischer Taschen-Atlas. Freytag & Berndt, Wien [ca. 1890].
- Karte der Verbreitungsgebiete der Religionen in Europa : nebst Angabe der Sitze römisch- und griechisch-katholischen Erzbistümer, Bisthümer und Abteien, der evangelischen, reformierten und anglikanischen, sowie der griechisch-orientalischen und mohamedanischen geistl. Oberbehörden. Freytag & Berndt, Wien ca. 1894 (Digitalisat).
- Neueste Münzenkunde aller Staaten der Erde : Naturgetreue Darstellung aller coursierenden Münztypen, deren Prägungs- und Umrechnungsverhältnisse, sowie Maße und Gewichte, Flächeninhalte und Einwohnerzahl sämmtlicher Länder. Freytag & Berndt 1895.
- Prof. A. L. Hickmann's Geographisch-statistischer Taschen-Atlas von Österreich-Ungarn. Freytag & Berndt, Wien [1895].
- Geographisch-statistischer Universal-Atlas. Freytag & Berndt, Wien 1895.
- A. L. Hickmann's Geographisch-statistischer Taschen-Atlas des Deutschen Reichs. 2 Bde., Freytag & Berndt, Leipzig 1896 (Bd. 1: Digitalisat; Bd. 2: Digitalisat).
- Die politischen und nationalen Parteigruppierungen des österreichischen Abgeordnetenhauses nebst Sitzungsordnung im hohen Hause : XIII. Session. Sept. 1897. 2 Tafeln, G. Freytag & Berndt, Wien 1897.
- Geographischstatistischer Universal-Taschen-Atlas. Wien / Leipzig, Freytag & Berndt 1899.
- Die geistige und materielle Entwicklung Österreich-Ungarns im 19. Jahrhundert. Perles, Wien 1900.
- Verzeichnis der österreichischen Baumwoll-Spinnereien, der bedeutenderen Baumwoll-Webereien, Druckereien, Bleichereien, Färbereien und Appreturen; der grösseren Wirk-, Stick-, Strick- und Spitzen-Erzeugungen etc. und der Wachstuch-Fabrication. Braumüller, Wien 1901.
- Historisch-Statistische Tafeln aus den wichtigsten Gebieten der geistigen und materiellen Entwicklung der k. k. Reichshaupt- und Residenzstadt Wien im neunzehnten Jahrhundert: 41 geographisch-statistische Tafeln nebst großem Plan von Wien 1800–1900. A. Hölder, Wien 1903.
- Reichstags-Wahlkarte des Deutschen Reiches : nach dem Ergebnis der Wahlen vom 16. Juni 1903, mit Berücksichtigung der Stich- und Nachwahlen. Freytag & Berndt, Wien 1903.